# 해커즈 (1995년 영화)
《해커즈》(영어: Hackers)는 1995년 개봉한 미국의 범죄 스릴러 영화이다

## 줄거리
올해로 18세가 된 데이드 머피는 컴퓨터 천재. 11살때 이미 월스트리트를 포함, 전 세계 1507대의 컴퓨터를 바이러스에 감염시켜 세계 경제를 혼란에 빠뜨린 전과도 있다. 법원에서는 데이드가 18세가 될 때까지 모든 종류의 키보드 근처에 얼씬도 못 하도록 명령했고, 그동안 그는 컴퓨터에 굶주려왔다.
이제 18세가 된 데이드는 뉴욕의 새 학교로 전학 와 병아리 해커들인 새 친구들과 어울리게 된다. 어느 날 장난기 많은 친구 조이가 한 정유 회사의 슈퍼컴퓨터에 침입했다가 친구들에게 자랑할 셈으로 휴지통 파일을 내려받는다. 조이는 추적을 당하고 경찰에 체포된다. 처음엔 별것 아니라 생각했던 친구들도 휴지통 파일과 관련된 사람이 모두 지나칠 정도로 공격을 받자 그 비밀을 캐기 위해 달려든다.
휴지통 파일에 담겨있던 웜 바이러스의 주인은 컴퓨터 천재, ID명 플레이그. 웜 바이러스의 비밀을 감추기 위해 플레이그는 데이드의 어머니를 담보로 병아리 해커들을 위협하는데...

## 출연
- 조니 리 밀러 - 데이드 "제로 쿨" 머피 역
- 앤젤리나 졸리 - 케이트 "애시드 번" 리비 역
- 피셔 스티븐스 - 유진 "더 플레이그" 벨퍼드 역
- 제시 브래드퍼드 - 조이 파델라 역
- 매슈 릴러드 - 이매뉴얼 "시리얼 킬러" 골드스틴 역
- 로런스 메이슨 - 폴 "로드 니콘" 쿡 역
- 레놀리 산티아고 - 러몬 "더 팬텀 프리크" 샌체즈 역
- 웬들 피어스 - 딕 길 비밀경호국 요원 역
- 앨버타 왓슨 - 로런 머피 역
- 로레인 브라코 - 마고 역
- 펜 질렛 - 핼 역
- 마크 앤서니 - 레이 요원 역

## 우리말 녹음
MBC 성우진
- 안지환 - 데이드 머피(조니 리 밀러)
- 강수진 - 조이 파델라(제시 브래드퍼드)
- 최덕희 - 케이트 리비(앤젤리나 졸리)
- 권혁수 - 리처드 길(웬들 피어스)
- 이종혁 - 유진 더 플레이그(피셔 스티븐스)
- 김영선 - 팬텀 프리크(레놀리 산티아고)
- 박지훈 - 로드 니콘(로런스 메이슨)
- 윤성혜 - 마고(로레인 브라코)
- 송준석 - 시리얼 킬러(매슈 릴러드)
- 김현직
- 이인성
- 황윤걸
- 손원일
- 최원형
- 변종필
- 안종덕
- 엄현정
- 이철용
- 김기철
- 김민성
- 김용준
- 박선영
- 이상범
- 최수진
- 한수림

## 같이 보기
- 사이버펑크